# Kazimierz Pietrzyk
Kazimierz Pietrzyk (ur. 1 stycznia 1942 w miejscowości Hettange-Grande) – polski polityk, poseł na Sejm IV kadencji, działacz sportowy.

## Życiorys
W 1965 ukończył studia na Wydziale Mechaniczno-Energetycznym Politechniki Wrocławskiej. W tym samym roku podjął pracę w Mostostalu-Zabrze, w latach 90. kierował spółką zależną w Kędzierzynie-Koźlu. W 2000 był jednym z inicjatorów powołania Polskiej Ligi Siatkówki. Jest założycielem klubu sportowego ZAKSA Kędzierzyn-Koźle, w latach 1994–2012 był jego prezesem.
Od 1967 do rozwiązania należał do Polskiej Zjednoczonej Partii Robotniczej. W III RP związał się z Sojuszem Lewicy Demokratycznej. Sprawował mandat posła na Sejm IV kadencji z okręgu opolskiego, uzyskując go z listy SLD-UP. Pracował w Komisji Skarbu Państwa, Uwłaszczenia i Prywatyzacji oraz Komisji Kultury Fizycznej i Sportu. W 2005 nie uzyskał ponownie mandatu. W 2015 z ramienia Zjednoczonej Lewicy kandydował do Senatu (zajmując przedostatnie, 6. miejsce w okręgu), a w 2018 z listy SLD Lewica Razem do sejmiku opolskiego (również bez powodzenia).